# Pablo Maqueda
Pablo Maqueda (født 18. januar 1971) er en tidligere spansk fodboldspiller.